# Universidad Metropolitana de Mánchester
La Universidad Metropolitana de Mánchester (en inglés: Manchester Metropolitan University, MMU) es la segunda universidad más importante de la ciudad de Mánchester (Reino Unido), después de la Universidad de Mánchester.
Fue establecida como universidad en 1992 con la fusión de The Manchester Library School y el Politécnico de Mánchester.

## Facultades
Posee cuatro facultades:
- Facultad de Artes y Humanidades
- Facultad de Economía y Leyes
- Facultad de Ciencias de la Salud y Educación
- Facultad de Ciencias e Ingeniería